# 論情西餐廳縱火案
論情西餐廳縱火案是發生於1993年1月19日，臺灣臺北市論情西餐廳的一起縱火案，造成33人死亡，21人輕重傷，是臺灣消防史上著名的火災案例。
論情西餐廳位於臺北市松江路303號興華大樓，該樓興建於1970年，樓高12層。事發時，一、二樓為論情餐廳，三至十一樓均為公司。
當日凌晨二時十七分，論情西餐廳發生火災，起火點位於餐廳門口吧台附近。起火時，餐廳服務生以滅火器滅火失敗，餐廳晚班主任立刻通知顧客後報案，同時打開一面窗戶引導客人逃生。火災發生時，餐廳內約有70餘人，有30餘人透過小窗口跳下，但因窗戶開口面積有限，有33人逃生不及而死亡。
警方從現場勘驗中發現，餐廳進口處與樓梯間有汽油味，當時也有人聽到爆炸聲，研判是人為縱火，但始終沒有抓到兇手，論情西餐廳負責人許慶雄依過失致死，判處三年三個月有期徒刑。
遇难者包括创作无情的雨无情的你、紫雨等歌曲的音樂家董荣骏。
之後該大樓二樓曾經用作萬通證券營業處所直到2018年2月結束營業撤出，不過閒置兩個多月後又租出去成為一家麻辣鍋店。

## 外部連結
- 北市無情火　論情西餐廳、天龍三溫暖奪走51條人命 （页面存档备份，存于）
- 論情西餐洪董 燒炭亡 （页面存档备份，存于）